# La puerta del ángel
La puerta del ángel es una obra de teatro de José López Rubio, estrenada en 1986.

## Argumento
Una viuda, que lo es desde hace quince años, vive atormentada junto al que fue su amante, ya cuando aun vivía el marido que falleció asesinado.

## Estreno
- Teatro Espronceda, Madrid, 17 de mayo de 1986. 
  - Dirección: Cayetano Luca de Tena.
  - Escenografía: W. Brumann
  - Intérpretes: María del Puy, Miguel Ayones, Carmen Rossi (sustituida luego por Charo Soriano), Luisa Armenteros, Mary Leyva, Pepita Martín, Manuel Salguero.